# Freephonie
Freephonie est un service de téléphonie utilisant la technique de la voix par Internet (appelée voix sur IP, ou VoIP) de l'opérateur internet Free. 
L'offre téléphonique de Free est une offre dite triple-play uniquement disponible via un abonnement principalement destiné à Internet. Cette offre propose la gratuité des appels vers les fixes en France métropolitaine et vers une centaine de destinations internationales. L'opérateur a libéré progressivement l'accès à son service téléphonique : s'il est nécessaire de posséder une Freebox (le modem de Free) pour ouvrir un compte Freephonie, cette dernière n'est plus obligatoirement nécessaire pour utiliser le service.
L'accès au service Freephonie par Wi-Fi a été remplacé en avril 2012 par la fonction et l'identifiant (le SSID) « FreeWiFi secure » qui utilise les réseaux Wi-Fi des Freebox et le protocole d'identification EAP-SIM. 

## Accès au service et connexion
Le service Freephonie est disponible aux abonnés Free ayant une Freebox, dégroupés ou non.
Ce service utilise le protocole libre SIP (Session Initiation Protocol), qui permet de téléphoner grâce à son abonnement Free dès lors que l'on dispose d'une connexion Internet et d'un client SIP. La tarification est celle de Free quelle que soit la connexion utilisée. Deux possibilités sont aujourd'hui disponibles pour utiliser le service :
- via la Freebox et un téléphone à fréquence vocale,
- via le serveur freephonie.net à partir de n'importe quel point d'accès à Internet.

### Connexion «classique» sur Freebox
L'utilisation d'un téléphone classique (à fréquence vocale) connecté par un adaptateur à la Freebox qui intègre un client SIP est le mode d'usage le plus courant du service, aucune configuration n'étant à faire. Il faut toutefois disposer d'une adresse IP fixe (en zone non dégroupée, l'utilisateur devra en faire la demande). La plupart des FAI français proposent un service similaire.

### Le serveur freephonie.net
Jusqu'en 2019, il était possible d'utiliser le service Freephonie à partir d'une connexion Internet et d'un matériel adapté (client SIP). Le 29 octobre 2018, Free a informé ses utilisateurs par email que le service SIP serait arrêté à la date du 31/12/2018.
L'interface de gestion de son compte Free permettait d'activer la réception des appels téléphoniques vers le téléphone SIP plutôt que sur le téléphone relié à la Freebox.

### Le réseau FreephonieWi-Fi
En plus du canal Wi-Fi destiné à la connexion Internet, les Freebox V5 possédaient toutes par défaut un autre canal Wi-Fi nommé freephonie, protégé par le protocole WPA-EAP.
Les téléphones Wi-Fi vendus par Free récupéraient de manière automatique le certificat freephonie nécessaire à leur authentification par un branchement initial en USB sur la Freebox. Ils étaient alors capables d'utiliser l'ensemble des canaux freephonie offerts par toutes les Freebox V5 en fonctionnement. Les Freenautes qui ont eu ces téléphones ont alors pu bénéficier du réseau ainsi constitué pour passer ou recevoir leurs appels via le service SIP.
Depuis décembre 2007, le canal freephonie n'était plus restreint aux téléphones commercialisés par Free. Le certificat utilisateur et sa clef privée associée, nécessaires à l'authentification EAP, sont depuis lors téléchargeables depuis l'interface de gestion du compte Free. Ils servirent à paramétrer la connexion Wi-Fi vers le canal freephonie depuis un téléphone mobile ou un ordinateur portable.
Depuis le 19 février 2012, le canal freephonie a disparu de la liste des réseaux Wi-Fi émis par les Freebox V5, à l'occasion de l'émission d'un nouveau canal (identifiant SSID) destiné aux smartphones utilisant un abonnement Free Mobile illimité : FreeWifi_secure, ce nouveau canal permet aussi l'accès à Internet.

#### Remarques
- Il était possible de désactiver le canal freephonie Wi-Fi (activé par défaut) de sa Freebox V5 dans l'interface de gestion.
- Si le réseau Freephonie créé par les Freebox V5 pouvait presque s'apparenter à un réseau GSM, il n'est cependant pas possible de changer de borne Wi-Fi au cours d'un même appel, limitant d'autant la capacité à se déplacer.
- Les certificats utilisateurs du réseau freephonie n'étaient valables que 2 mois, et n'étaient téléchargeables que depuis sa connexion Internet personnelle.